# Норио Омура
Норио Омура (јап. 小村 徳男; 6. септембар 1969) јапански је фудбалер.

## Каријера
Током каријере је играо за Јокохама Ф. Маринос, Вегалта Сендај, Санфрече Хирошима, Јокохама, Gainare Tottori.

## Репрезентација
За репрезентацију Јапана дебитовао је 1995. године. Наступао је на Светском првенству (1998. године) с јапанском селекцијом. За тај тим је одиграо 30 утакмица и постигао 4 гола.

## Статистика
| Јапан  | Јапан   | Јапан  |
| Година | Наступи | Голови |
| ------ | ------- | ------ |
| 1995.  | 4       | 0      |
| 1996.  | 12      | 2      |
| 1997.  | 10      | 2      |
| 1998.  | 4       | 0      |
| Укупно | 30      | 4      |

## Трофеји

### Клуб
- Џеј лига (1): 1995.
- Лига Куп Јапана (1): 1992.
- Царски куп (1): 2001.